# 諏訪 (豊川市)
諏訪（すわ）は、愛知県豊川市の町名。現行行政地名は諏訪一丁目から諏訪四丁目。

## 地理
豊川市中央部に位置し、東は金屋西町・金屋橋町、西は諏訪西町、南は新道町・萩山町・佐奈川町、北は穂ノ原に接する。
豊川市役所をはじめとする公共施設が集中している地区である。

## 歴史

### 町名の由来
市田町の字諏訪林・諏訪新畑・諏訪町・諏訪官林による。

### 沿革
- 1973年（昭和48年）7月1日 - 羽衣町全域および市田町（諏訪林・諏訪新畑・諏訪町・諏訪官林・本野ケ原）・牛久保町（二見塚・久加・橋向）・牛久保駅通6丁目の各一部より、諏訪1〜4丁目が成立[1]。

## 世帯数と人口
2019年（平成31年）3月31日現在の世帯数と人口は以下の通りである。
| 町丁 | 世帯数    | 人口    |
| ---- | --------- | ------- |
| 諏訪 | 1,504世帯 | 2,869人 |

### 人口の変遷
国勢調査による人口の推移
| 1995年（平成7年）  | 3,736人 | [ 7 ]  |  |
| 2000年（平成12年） | 3,421人 | [ 8 ]  |  |
| 2005年（平成17年） | 3,208人 | [ 9 ]  |  |
| 2010年（平成22年） | 3,140人 | [ 10 ] |  |
| 2015年（平成27年） | 3,139人 | [ 11 ] |  |

## 学区
市立小・中学校に通う場合、学区は以下の通りとなる。また、公立高等学校全日制普通科に通う場合の学区は以下の通りとなる。
| 丁目       | 番・番地等 | 小学校             | 中学校             | 高等学校 |
| ---------- | ---------- | ------------------ | ------------------ | -------- |
| 諏訪一丁目 | 全域       | 豊川市立中部小学校 | 豊川市立南部中学校 | 三河学区 |
| 諏訪二丁目 | 3〜397番地 | 豊川市立中部小学校 | 豊川市立南部中学校 | 三河学区 |
| 諏訪二丁目 | その他     | 豊川市立金屋小学校 | 豊川市立金屋中学校 | 三河学区 |
| 諏訪三丁目 | 全域       | 豊川市立代田小学校 | 豊川市立代田中学校 | 三河学区 |
| 諏訪四丁目 | 全域       | 豊川市立代田小学校 | 豊川市立代田中学校 | 三河学区 |

## 施設

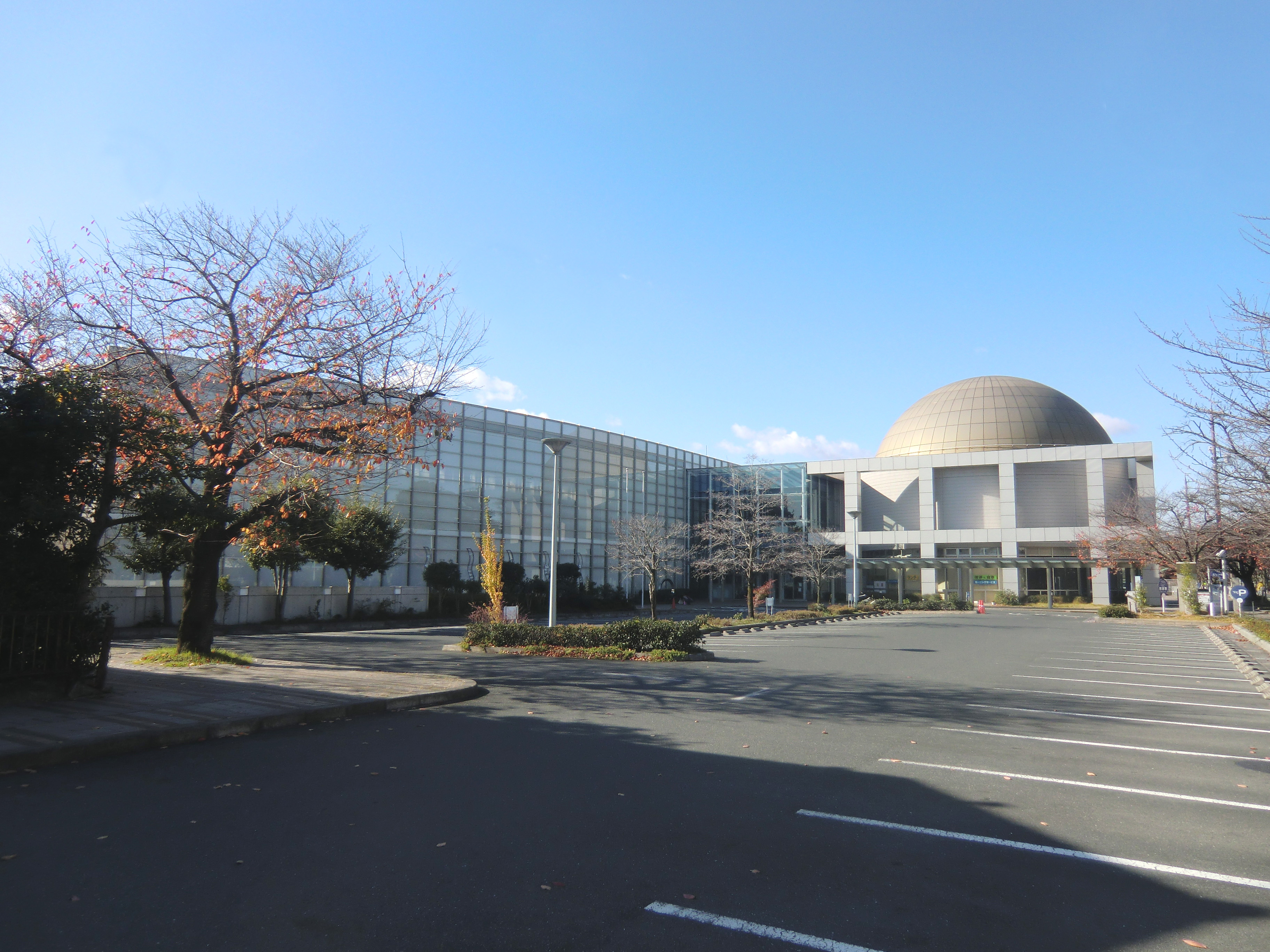
豊川市中央図書館

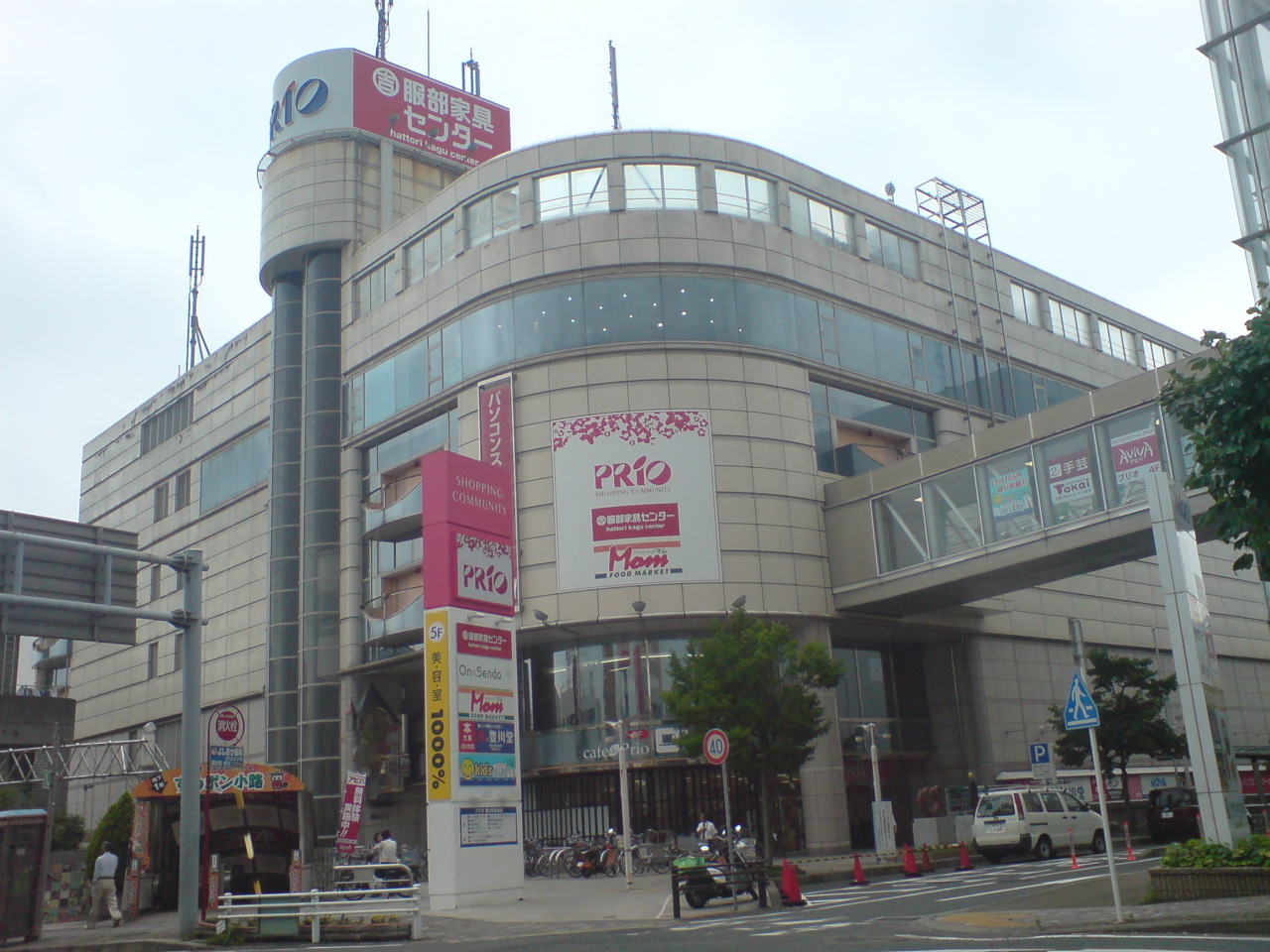
プリオ

### 諏訪一丁目
- 豊川市役所
- 豊川公園
  - 豊川市陸上競技場
  - 豊川市総合体育館
  - 豊川市庭球場
- 豊川市中央図書館
- 豊川郵便局
- JAひまわり本店

### 諏訪二丁目
- 名古屋銀行豊川支店
- 世界心道教本部

### 諏訪三丁目
- 豊川警察署
- 豊川市消防署
- 豊川保健所
- 豊川市社会福祉会館ウィズ豊川
- 豊川労働文化センター
- プリオ
- 東海労働金庫豊川支店
- 豊川信用金庫諏訪支店
- 豊橋信用金庫諏訪支店
- 諏訪保育園
- 諏訪公園

### 諏訪四丁目
- 中部電力豊川営業所

## 交通

### 鉄道
- 名古屋鉄道
TK 豊川線 諏訪町駅

### 道路
- 愛知県道5号国府馬場線（姫街道）
- 愛知県道378号諏訪停車場線
- 愛知県道400号豊橋豊川線（南大通）

## その他

### 日本郵便
- 郵便番号 : 442-0068[4]（集配局：豊川郵便局[14]）。